# Centaurea urumovii
Centaurea urumovii là một loài thực vật có hoa trong họ Cúc. Loài này được Vel. mô tả khoa học đầu tiên năm 1899.